# Palpares geniculatus
Palpares geniculatus är en insektsart som beskrevs av Navás 1912. Palpares geniculatus ingår i släktet Palpares och familjen myrlejonsländor. Inga underarter finns listade i Catalogue of Life.

## Bildgalleri

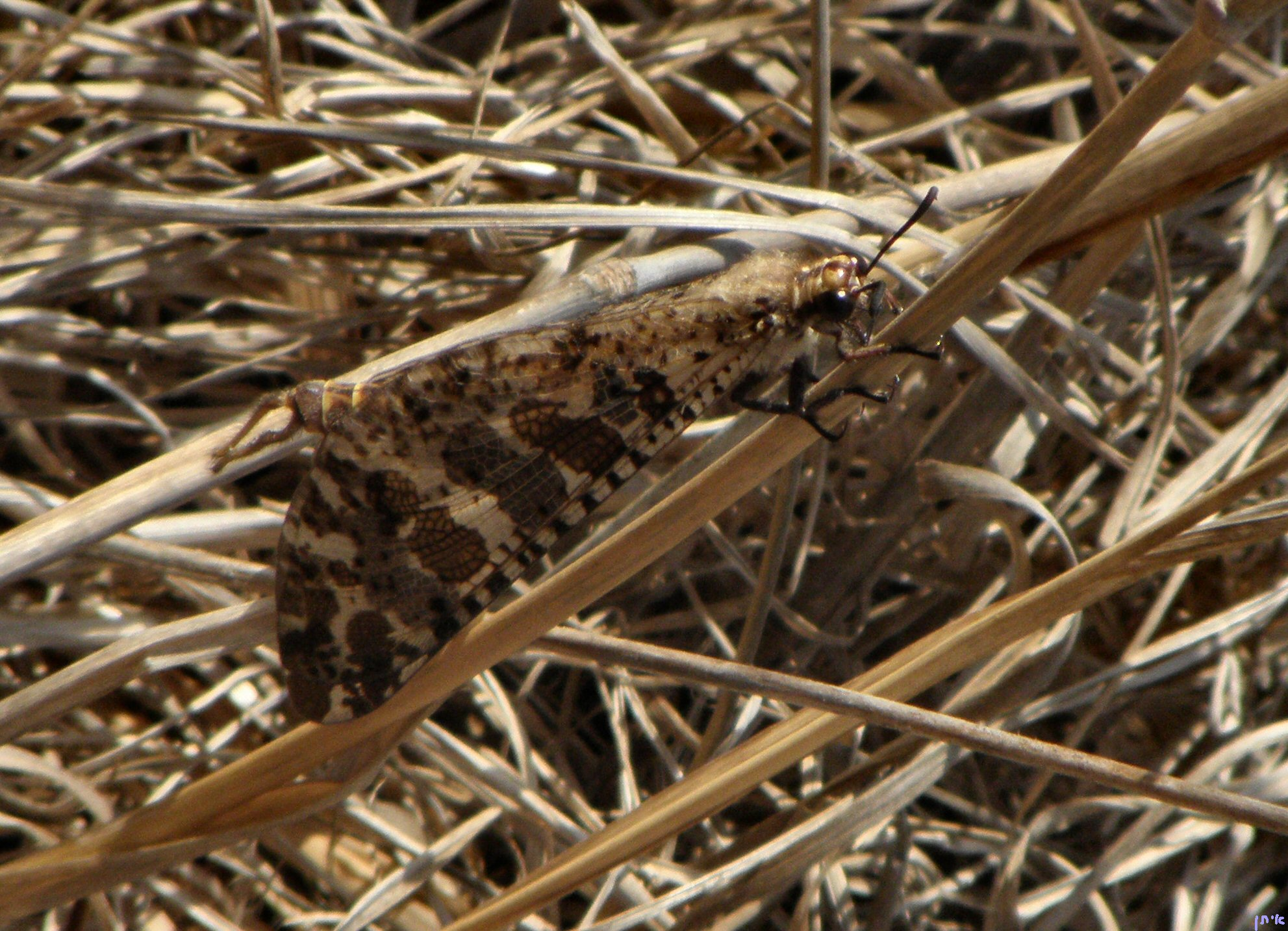